# Porte de Châtillon (Bar-sur-Seine)
La porte de Châtillon est une porte de ville située à Bar-sur-Seine, en France.

## Localisation
La porte de ville est située sur la commune de Bar-sur-Seine, dans le département français de l'Aube.

## Historique
Cette porte, autrefois appelée « Porte de la Maison-Dieu », date du XVIIe siècle,.
L'édifice est inscrit au titre des monuments historiques en 1926.